# Suez (entreprise, 2015)
Cet article concerne l'entreprise issue de la scission de 2008 dans le cadre de la fusion avec Gaz de France. Pour l'entreprise Suez d'avant 2008, voir Suez (entreprise, 1858-2008). Pour les autres significations, voir Suez.
Suez, anciennement Suez Environnement, est une multinationale française (présente à l'étranger) de gestion de l’eau et des déchets.
Le 29 juillet 2015, l'entreprise est renommée Suez.
En 2024, l'entreprise publiait un chiffre d’affaires de 9,2 milliards d'euros et emploie aujourd'hui 40 000 salariés dans le monde.

## Histoire

### Histoire de Suez
En 1855, dans un contexte de révolution industrielle en Occident, la France décide de faire percer un canal sur l'isthme de Suez. Sa construction est administrée par la Compagnie universelle du canal maritime de Suez, fondée pour l'occasion, et dirigée par Ferdinand de Lesseps. Les travaux commencent en 1859 et s'achèvent en novembre 1869, date à laquelle le canal est inauguré.
Un décret napoléonien du 14 décembre 1853, un an après la fondation du Second Empire, porte la Générale des eaux sur les fonts baptismaux. Ses actionnaires sont emblématiques du capitalisme de l’époque : des barons d’Empire et banquiers. Elle obtient rapidement des concessions à Lyon, Nantes, Paris, dès 1860, et une partie de la banlieue parisienne en 1869. En 1880, elle gère déjà 123 villes. C'est sur ce modèle qu'est également construit la Lyonnaise des eaux.
En 1880, la société Lyonnaise des Eaux et de l’Éclairage est créée. En 1919, la Société Industrielle des Transports Automobiles (SITA) est créée. En 1939, Degrémont est créé.
En 1971, la Lyonnaise des Eaux devient actionnaire majoritaire de Degrémont et prend une participation dans la SITA. En 1974, la Compagnie financière de Suez devient actionnaire majoritaire de la Lyonnaise des eaux.
En 1991, un partenariat est signé avec General de Aguas de Barcelona (Grupo Agbar). En 1997, Suez Lyonnaise des Eaux est créée à la suite de la fusion de la Lyonnaise des eaux avec la Compagnie financière de Suez.
En 2000, Suez Lyonnaise des Eaux acquiert 100 % de la SITA. En 2002, les activités de Suez dans l’eau et les déchets sont regroupées. En 2006, après 3 années de combat des Argentins, Suez est contraint de quitter l'Argentine et le réseau d'eau de Buenos Aires.
En 2002, Ondéo-Suez Lyonnaise des eaux contrôle 28 % du marché de l'eau, Vivendi Environnement (ex-Générale des Eaux) 57 %, et la SAUR (Bouygues), 13 %.

### Histoire de Suez Environnement devenu Suez
En 2008, Suez Environnement est introduit en bourse, dans le cadre de la fusion de Suez et Gaz de France. À la suite de la fusion de Suez avec Gaz de France, intervenue le 16 juillet 2008 en assemblée générale extraordinaire, Suez Environnement s'est détaché en partie du nouveau géant européen GDF Suez et est entré à la Bourse de Paris le 22 juillet 2008. Deux mois après son introduction en bourse, soit le 22 septembre 2008, Suez Environnement a rejoint les principaux indices du marché parisien dont l’indice CAC 40.
Cette même année Suez et Nexans créent une coentreprise, « RecyCâbles », chargée de recycler et de la valoriser les câbles,[source insuffisante].
L'introduction en bourse s'est passée de la manière suivante : immédiatement avant la fusion de Suez par GDF, le groupe Suez s'est défait de Suez Environnement en distribuant à ses actionnaires (autres que GDF) 65 % des actions de la nouvelle société ainsi créée, les 35 % restants étant conservés par le nouveau groupe GDF Suez.
Le 8 juin 2010, Suez prend le contrôle de Grupo Agbar. En juillet 2014, Suez Environnement annonce l'acquisition de 24,14 % de Grupo Agbar que détient La Caixa, pour détenir Grupo Agbar à 100 %, en échange d'une participation 4,1 % dans Suez environnement, de 15 % dans Aiguës de Barcelona, de 14,5 % dans Aguas de Valencia et de 2 995 millions d'euros.
Au 31 décembre 2013, Suez Environnement publiait un chiffre d’affaires de 14,6 milliards d'euros et employait 79 219 salariés.
Le 12 mars 2015, Suez Environnement regroupe l'ensemble de ses 40 marques existantes (Lyonnaise des Eaux, Degrémont, SITA, Agbar...) sous la marque unique Suez Environnement afin de tirer parti de la notoriété de cette marque déjà établie. À cette occasion, Suez environnement dévoile un nouveau logo et une nouvelle signature visuelle.
Le 28 avril 2015, Suez Environnement rachète à Gelsenwasser la totalité des parts de Nantaise des Eaux services et devient le nouvel actionnaire unique.
Le 29 juillet 2015, Suez Environnement devient Suez. C'est une conséquence indirecte de l'abandon de la marque Suez par l'ancienne maison mère GDF Suez devenue Engie, le 24 avril 2015.
Le 5 avril 2016, Suez annonce l'acquisition de Perthwaste, l’un des principaux prestataires de services de traitement des déchets en Australie-Occidentale, pour un montant de 876 millions de dollars australiens (environ 58 millions d'euros). Le groupe renforce ainsi sa position en Australie[source insuffisante].
Le 29 juillet 2016, le groupe Suez annonce avoir conclu un accord avec le groupe italien Caltagirone pour augmenter sa participation dans Acea, spécialisé dans la gestion de l'eau, de l'énergie et de l'environnement, et renforcer ainsi sa présence en Italie. Suez détiendra désormais 23,33 % du capital d'Acea, contre 12,5 % précédemment, et devient ainsi le deuxième actionnaire de la société derrière la ville de Rome, qui en détient 51 %.
Le 2 octobre 2017, Suez finalise le rachat de GE Water à General Electric pour une valeur de 3,2 milliards d'euros. GE Water est spécialisée dans les équipements de traitement d'eau pour la clientèle industrielle. Toutes les activités eaux industrielles de Suez et de GE Water sont alors regroupées dans une seule et même Business Unit intitulée « Water Technologies and Solutions ».
Le 11 décembre 2018, un conseil d'administration d'Engie, propriétaire de 32 % des parts de Suez , enterre les rumeurs prêtant à Engie sa volonté de vouloir absorber Suez. Il n'y aura donc pas d'OPA à venir, Engie souhaitant conserver cette proportion dans les actions qu'il possède chez Suez.
Le 21 décembre 2018, Suez annonce qu'il a trouvé un successeur à Jean-Louis Chaussade, directeur général du groupe depuis 2008 et qui va atteindre la limite d'âge statuaire à la fin de son mandat. Le 14 mai 2019, il est remplacé par Bertrand Camus, ingénieur des Ponts et chaussées. Jean-Louis Chaussade devient quant à lui président de son conseil d'administration, succédant à Gérard Mestrallet.
Le 30 août 2020, le groupe Veolia soumet une offre auprès d'Engie pour racheter 29,9 % des parts de Suez pour la somme de 2,9 milliards d'euros et proposer par la suite une offre publique de rachat pour le reste des actions. Le conseil d'administration de Suez s'oppose au projet de prise de contrôle par son concurrent et tente des mesures de défense comme la recherche d'un acquéreur amical de la participation d'Engie, ou la mise en place d'une « pilule empoisonnée » en bloquant la cession future de sa branche Eau France envisagée par Veolia à la suite de la prise de contrôle.
En septembre 2020, Suez vend ses filiales de recyclage aux Pays-Bas, au Luxembourg, en Allemagne et en Pologne à Schwarz pour 1,1 milliard d'euros, ainsi que ses activités de recyclage en Suède toujours à Schwarz pour 375 millions d'euros.
En octobre 2020, après avoir relevé le prix de son offre, Veolia acquiert la participation de 29,9 % détenue par Engie, pour 3,4 milliards d'euros et confirme son intention de déposer une offre publique sur la totalité des actions de Suez. L'État en tant qu'actionnaire d'Engie a voté contre, ainsi que le représentant de la CGT, tandis que les actionnaires indépendants et le représentant de la CFE-CGC ont voté pour. Les représentants du syndicat CFDT siégeant au conseil ont quitté la salle au moment du vote.

### 2021: OPA de Veolia
Le dimanche 7 février 2021, Antoine Frérot, PDG de Veolia annonce son intention de déposer une offre publique d'achat sur les 70,1 % d'actions de Suez que Veolia ne détient pas pour un montant approchant les 8 milliards d'euros, violant ainsi l'engagement d'amicalité pris lors du premier rachat. Le lundi 8 février 2021, le tribunal de commerce de Nanterre ordonne à Veolia de suspendre cette offre tant qu'elle n'a pas reçu l'aval du conseil d'administration de Suez. Le ministre de l'Économie et des Finances Bruno Le Maire décide de saisir l'Autorité des marchés financiers.
En avril 2021, Suez annonce un accord de cession avec Cleanaway des activités Recyclage et Valorisation en Australie sous réserve du résultat des négociations avec Veolia. Suez et Veolia annoncent être parvenus à un accord de principe permettant le rapprochement entre les deux groupes, en valorisant Suez à environ 13 milliards d'euros. Cet accord annule la vente des activités australiennes de Suez à Cleanaway et annule la mise en place d'une fondation comme actionnaire des activités françaises de Suez. 
Les activités qui ne sont pas acquises par Veolia incluent les activités « Eau », Suez Eau France, et « Déchets », Suez Recyclage & Revalorisation France, de Suez en France, mais également ses activités en Italie, en Australie, en République tchèque et en Inde, entité qui aura comme actionnaires les fonds d'investissement Meridiam, Ardian et Global Infrastructure Partners ainsi que la Caisse des Dépôts.
Le 14 mai 2021, Veolia et Suez signent un accord de rapprochement et un Memorandum of Understanding avec Meridiam - GIP - Caisse des dépôts / CNP Assurances pour la reprise du nouveau Suez. 
Le 29 juin 2021, Le Conseil d’administration de Suez recommande l’offre publique rehaussée de Veolia au prix de 20,50 € par action (coupon attaché) et le consortium Meridiam - GIP - Caisse des Dépôts / CNP Assurances remet une promesse d’achat évaluant le nouveau SUEZ à 10,4 milliards €.
Le 14 décembre 2021, la Commission européenne autorise le rachat de Suez par Veolia pour 13 milliards d'euros, néanmoins « subordonné au respect intégral » des engagements qui « éliminent entièrement les problèmes de concurrence relevés », qui inclut de céder les activités de Suez en France, dont Suez Eau France et Suez Recyclage & Revalorisation France. Le 19 janvier 2022, l'OPA de Veolia est clôturée.

### 2022: création du "nouveau" Suez
En février 2022, Suez est acquise par un consortium d’actionnaires et Sabrina Soussan devient la directrice générale du groupe. 
En mai 2022, Suez et Veolia annoncent la signature d’un accord en vue de l’acquisition par Suez de l’ensemble des actifs déchets dangereux en France pour 690 millions d’euros. Suez annonce également avoir placé avec succès ses premières obligations vertes pour 2,6 milliards d’euros.
En juin 2022, Suez, avec d'autres entreprises associées, annonce avoir signé un accord pour l’acquisition d’EnviroServ, la plus grande entreprise de gestion des déchets d’Afrique du Sud.
En septembre 2022, Suez annonce acquérir son ancienne filiale britannique Suez R&R UK spécialisée dans les déchets à Veolia pour un montant de 2,3 milliards d'euros, préemptant une promesse de vente qui a été conclue entre Veolia et le fonds Macquarie Asset Management.
Sabrina Soussan doit céder son poste à la fin d'un mandat de 3 ans, le 1er février 2025. En effet, bien qu'elle ait augmenté le chiffre d'affaires de 7 à 9 milliards d'euros, il lui est reproché d'avoir fait des pertes en 2023 et en 2024, et de ne pas communiquer correctement avec les actionnaires. Un nouveau directeur général, Xavier Girre, est nommé le 2 juin 2025.
| Activités acquises par Veolia | Activités acquises par Veolia              | Activités non-acquises, « Nouveau Suez » | Activités non-acquises, « Nouveau Suez »           |
| Implantations                 | Filiales                                   | Implantations                            | Filiales                                           |
| ----------------------------- | ------------------------------------------ | ---------------------------------------- | -------------------------------------------------- |
| Amérique du Nord              | Suez North America Inc. (ex-United Water)  | France                                   | Suez Eau France S.A.                               |
| Amérique du Nord              | Suez Water Technologies Inc. (ex-GE Water) | France                                   | Suez Recyclage & Revalorisation France S.A.        |
| Amérique du Nord              | Suez Canada Inc.                           | France                                   | Suez Consulting & Engineering S.A.S.               |
| Amérique du Nord              | Suez Utility Holdings Inc.                 | France                                   | Suez Smart Solutions S.A.S.                        |
| Amérique du Nord              | Suez Advanced Solutions LLC                | Italie                                   | Suez Italia S.p.A                                  |
| Amérique latine               | Suez Spain S.L.                            | Italie                                   | Acque Toscane S.p.A                                |
| Amérique latine               | Aguas Andinas (25 %)                       | Italie                                   | Acea S.p.A (23,33 %)                               |
| Espagne                       | Suez Spain S.L.                            | République tchèque                       | Suez Cz a.s.                                       |
| Espagne                       | Grupo Agbar                                | Inde                                     | Suez India Private Ltd                             |
| Royaume-Uni                   | Suez UK Group Holdings Ltd                 | Australie                                | Suez Australia Holding Pty Ltd                     |
| Allemagne                     | Suez Deutschland                           | Australie                                | Suez Water Pty Ltd                                 |
| Pays-Bas                      | Suez Recycling & Recovery Netherlands B.V. | Australie                                | Suez Recycling & Recovery Holdings Pty Ltd         |
| Belgique                      | Suez Holding Belgium                       | Chine                                    | Suez (Asia) Ltd                                    |
| Belgique                      | Suez R&R Belgium                           | Sénégal                                  | Suez Sénégal                                       |
| Moyen-Orient                  | Suez Middle East Water Services LLC        | Maroc                                    | Lydec (ex-Lyonnaise des Eaux de Casablanca) (51 %) |
| Moyen-Orient                  | Disi Amman (100 %)                         | N/A                                      | N/A                                                |

## Identité visuelle

Ancien logo de Suez Environnement de 2003 à juillet 2008
Ancien logo de Suez Environnement de juillet 2008 au 12 mars 2015
Ancien logo de Suez Environnement commun à l'ensemble des entités du groupe du 12 mars 2015 au 29 juillet 2015
Logo de Suez depuis le 29 juillet 2015

## Activités

### Gestion du grand cycle de l'eau
Dans le domaine de l’eau, Suez a pour principales activités :
- les études et la modélisation des ressources souterraines ;
- le captage, le traitement et la distribution d’eau ;
- la maintenance des réseaux ;
- la collecte et l’épuration des eaux domestiques et industrielles ;
- la valorisation biologique et énergétique des boues issues de l’épuration.

### Recyclage et valorisation des déchets

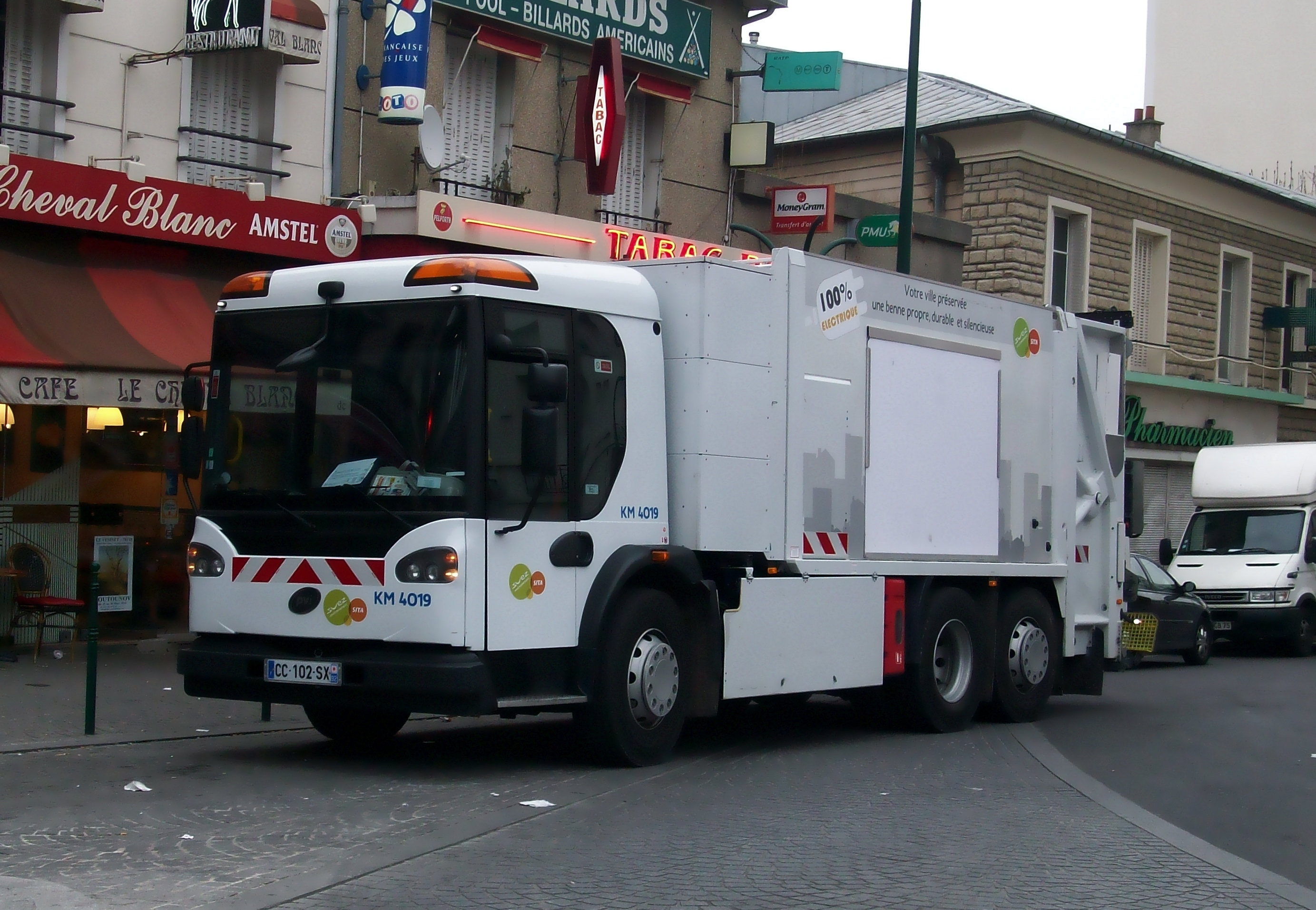
Camion PVI de collecte des déchets de Suez environnement, à Colombes

Dans le domaine des déchets, Suez a pour principales activités :
- la collecte des déchets de toute nature (excepté les déchets radioactifs et nucléaires) et la propreté urbaine ;
- le tri et le prétraitement des déchets ;
- le recyclage, la valorisation matière, biologique et énergétique des déchets valorisables ;
- l’élimination par incinération ou enfouissement des déchets résiduels ;
- la dépollution et la réhabilitation de sites et sols pollués ;
- le traitement et la valorisation de boues.

Depuis 2013, sur le plan du recyclage du plastique, Suez a déployé en France 100 points de rachat de bouteilles en plastique usagées. Chaque bouteille déposée donne le droit à 1 à 2 centimes de bons d'achat valables dans des commerces partenaires. Ces points de rachats sont doublés d'une solution mobile adaptée aux événements exceptionnels comme des festivals.

### Construction d'usines
Suez propose la conception et la construction d’usines de production et de traitement d’eau, ainsi que des services associés aux collectivités locales et aux industriels, en France et à l'étranger.

### Consulting pour un aménagement durable des villes et des territoires
Suez propose des services d'ingénierie, notamment en assistance à maîtrise d'ouvrage publique, maîtrise d'œuvre et études, en France et à l'étranger.

### Services numériques
Suez développe et commercialise des services numériques en lien avec l'environnement, incluant le télérelevé des compteurs d'eau, des conteneurs de déchets connectés ou encore un système de gestion des fuites.

## Chiffres clés
Les principales données chiffrées concernant le groupe en 2024  :
- chiffre d’affaires : 9,2 milliards d'euros
- effectifs : 40 000 collaborateurs
- 40 pays
- 68 millions de personnes dans le monde desservis en eau potable
- 44 millions de personnes dans le monde bénéficient de services d'assainissement
- 8,2 TWh d’énergie produite à partir des déchets et des eaux usées
- 1 300 experts, plus de 1 800 brevets
- 10 centres d'excellence ou de R&D en Europe et en Asie

Le groupe bénéficie d'un réseau étendu de filiales et d'agences et exerce ses activités sur les 5 continents, avec des acteurs publics ou privés.

## Informations financières
| Année                         | 2011   | 2012   | 2013   | 2014   | 2015   | 2016   | 2017   | 2018   | 2019   | 2020   |
| ----------------------------- | ------ | ------ | ------ | ------ | ------ | ------ | ------ | ------ | ------ | ------ |
| Chiffre d'affaires            | 14 830 | 15 102 | 14 644 | 14 324 | 15 135 | 15 322 | 15 738 | 17 331 | 18 015 | 17 209 |
| Résultat brut d'exploitation  | 2 513  | 2 450  | 2 520  | 2 644  | 2 750  | 2 651  | 2 578  | 2 768  | 3 220  |        |
| Résultat opérationnel courant | 1 039  | 1 146  | 1 184  | 1 011  | 1 115  | 1 102  | 1 000  | 1 142  | 1 208  |        |
| Résultat net part du groupe   | 322    | 251    | 352    | 417    | 408    | 420    | 295    | 335    | 352    | −228   |

## Actionnariat
Liste de principaux actionnaires au 11 janvier 2023  :
| Meridiam (Thierry Déau)                                 | 39 % |
| Global Infrastructure Partners (GIP)                    | 39 % |
| Caisse des dépôts et consignations (CDC) CNP Assurances | 19 % |
| Salariés                                                | 3 %  |

## Gouvernement d’entreprise
Le Comité exécutif est composé de :
- Xavier Girre : Directeur général
- Pierre Pauliac : Directeur Division Eau, Vice-Président exécutif
- Yves Rannou : Directeur Division Recyclage & Valorisation, Vice-Président exécutif
- Kathleen Wantz-O'Rourke : Directrice Financière
- Laurent-Guillaume Guerra : Directeur des Ressources Humaines & Directeur Santé Sécurité, Vice-Président exécutif
- Stéphanie Cau : Directrice Communication, Développement Durable & Affaires Publiques, Vice-Présidente exécutive
- Anne Sophie Le Lay : Directrice Juridique, Vice-Présidente exécutive